# Portada/efemèride març 25
Flannery O'Connor
« 24 de març · 25 de març · 26 de març »